# Kosmonosy
Kosmonosy (německy Kosmanos) jsou město v okrese Mladá Boleslav, ležící zhruba 50 km severovýchodně od Prahy a těsně sousedící s městem Mladá Boleslav. Dominantními památkami města jsou renesanční zámek ze 16. století, Loreta, kostel Povýšení sv. Kříže ze 17. století s raně barokní zvonicí a barokní fara. V budovách bývalého piaristického kláštera (koleje) sídlí druhá nejstarší psychiatrická nemocnice v České republice. Žije zde přibližně 5 200 obyvatel.

## Historie
Podle archeologických nálezů se odhaduje první osídlení oblasti kolem Kosmonos na dobu před 7 000 lety. Název Kosmonosy je odvozen od slova kosma, tedy mnoho vlasů. Přímo o Kosmonosích se poprvé píše v darovací listině správy Pražského hradu, kterou byla osada v roce 1186 darována řádu sv. Jana Jeruzalémského.
Kosmonosy změnily mnohokrát majitele, v 15. století patřily ke zvířetickému panství. Roku 1650 stal pánem Heřman Černín z Chudenic z rodu Černínů, za jejichž vlády poznalo město značný rozvoj. Humprecht Jan Černín zde založil Svobodnou obec řemeslnickou. V té době byl také postaven kostel sv. Kříže, Campanilla – věž Lorety, byla založena obora a mnohé další stavby. Mnohem známější stavbou hraběte je samozřejmě Černínský palác v Praze. Hrabě měl údajně při hledání místa pro stavbu paláce podmínku, že z oken musí být za jasného počasí vidět kosmonoský zámek. Heřman Jakub Černín založil v Kosmonosích piaristickou kolej s gymnáziem, jež se stalo střediskem vzdělanosti celého Mladoboleslavska. Kolej byla po reformách Josefa II. zrušena a gymnázium přesunuto do Mladé Boleslavi.

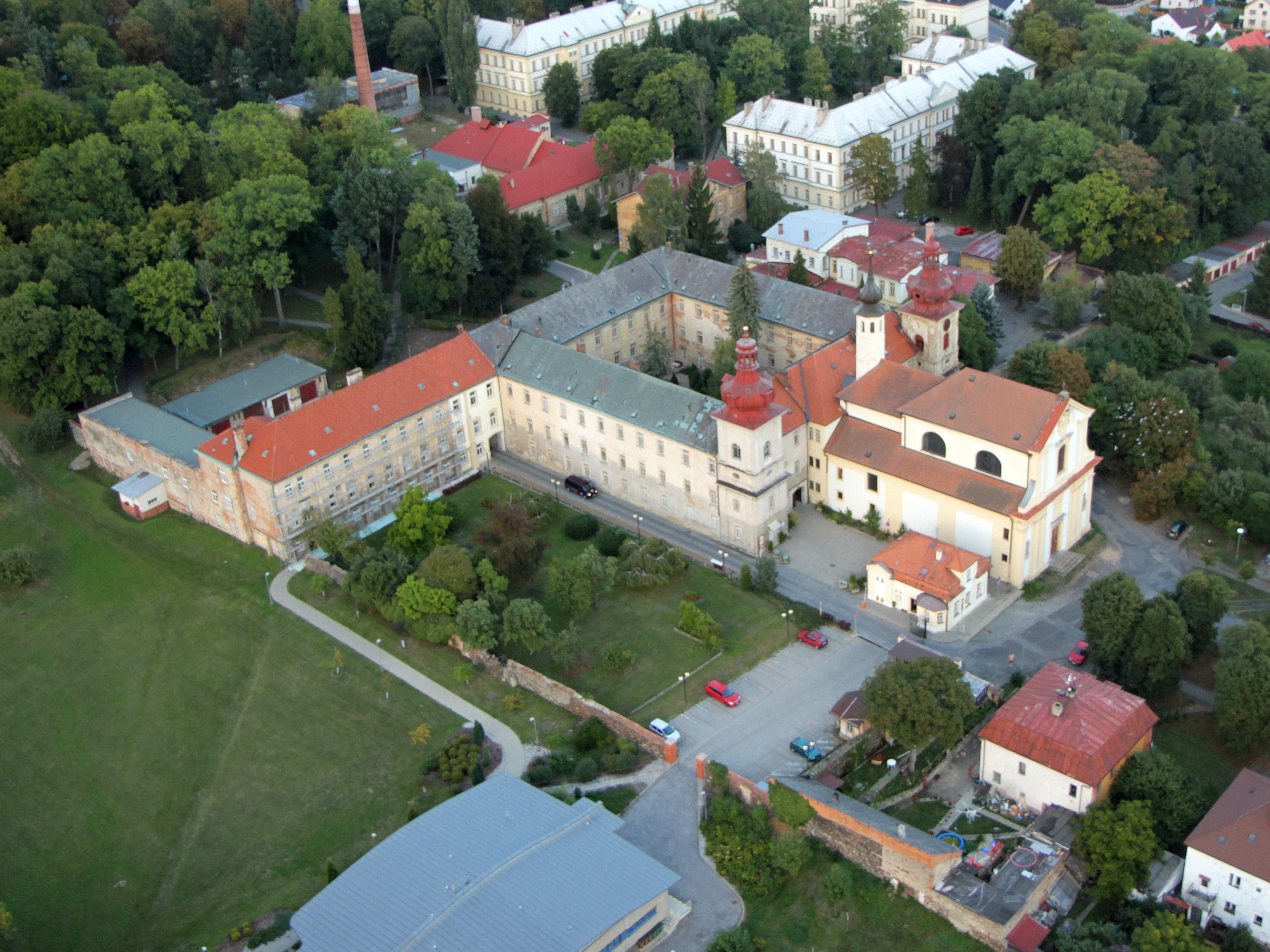
Piaristická kolej

V roce 1738 prodali Černínové Kosmonosy Hrzánům z Harasova, kteří jej vlastnili 20 let. Dalším majitelem se stal hrabě Josef de Bolzo, který zde v roce 1764 založil textilní manufakturu, bělidlo a barvírnu u Jizery, kde později vyrostla továrna na potiskování látek TIBA. Továrnu později koupila rodina Leitenbergerů, která zde po roce 1800 vlastnila téměř všechny nemovitosti. V 18. století se majiteli stali Mirbachové, posledním urozeným držitelem panství byl baron Klinger.
Městys Kosmonosy byl povýšen dne 26. října 1913 Františkem Josefem I. na město. Dalšího rozkvětu se město dočkalo v období mezi první a druhou světovou válkou. Václav Svoboda postavil továrnu na traktory Svoboda, která proslavila město po celém Československu. Za protektorátu byla v Kosmonosích německá vojenská posádka o síle 60 mužů. Celkem 68 občanů města bylo internováno v koncentračních táborech – 11 z nich bylo popraveno nebo umučeno.
Po válce se Kosmonosy spojily s Mladou Boleslaví, což ale nepřineslo očekávaný efekt, a tak v roce 1954 došlo opětovnému osamostatnění. Další administrativní přičlenění k Mladé Boleslavi přišlo v době normalizace 1. ledna 1974. Po změně režimu v Československu se nakonec na přání občanů 24. listopadu 1990 obec obnovila samostatnost, a byl jí navrácen status města. V květnu 1994 městské zastupitelstvo schválilo žádost občanů obce Horní Stakory o připojení ke Kosmonosům.

### Územněsprávní začlenění
Dějiny územněsprávního začleňování zahrnují období od roku 1850 do současnosti. V chronologickém přehledu je uvedena územně administrativní příslušnost obce v roce, kdy ke změně došlo:
- 1850 země česká, kraj Jičín, politický i soudní okres Mladá Boleslav[8]
- 1855 země česká, kraj Mladá Boleslav, soudní okres Mladá Boleslav[8]
- 1868 země česká, politický i soudní okres Mladá Boleslav[8]
- 1939 země česká, Oberlandrat Jičín, politický i soudní okres Mladá Boleslav[9]
- 1942 země česká, Oberlandrat Praha, politický i soudní okres Mladá Boleslav[10]
- 1945 země česká, správní i soudní okres Mladá Boleslav[11]
- 1949 Pražský kraj, okres Mladá Boleslav[12]
- 1960 Středočeský kraj, okres Mladá Boleslav[13]

### Rok 1932
Ve městě Kosmonosy s 4210 obyvateli v roce 1932 byly evidovány tyto úřady, živnosti a obchody:
- Instituce a průmysl: poštovní úřad, telegrafní úřad, telefonní úřad, četnická stanice, 2 katolické kostely, Zemský ústav pro choromyslné, sbor dobrovolných hasičů, výroba cementového zboží, 2 cihelny, elektrické podniky, továrna na elektromotory, ovocnářské a zelinářské družstvo, pila, 2 stáčírny lahvového piva, spořitelna, spořitelní a záložní spolek, okresní hospodářská záložna, 2 stavební družstva, 2 stavitelé, továrna na svíčky, 2 velkostatky.
- Služby: 7 lékařů, 2 autodrožky, bednář, biograf Edison, cukrář, obchod s dobytkem, drogerie, elektrotechnické potřeby, fotoateliér, 6 holičů, 8 hostinců, kamnář, 2 kapelníci, 2 klempíři, kolář, kominík, konsum Včela, konsum Bratrství, 2 kováři, 8 krejčích, lékárna, 2 malíři, 3 modistky, 6 obuvníků, 8 obchodů s ovocem, 3 pekaři, pohodný, pohřební ústav, 2 pokrývači, 2 porodní asistentky, povozník, prádelna, realitní kancelář, 5 řezníků, 2 sedláři, 15 obchodů se smíšeným zbožím, 3 obchody se střižním zbožím, 4 švadleny, 2 tesařští mistři, 4 trafiky, 3 truhláři, 4 obchody s uhlím, obchod s velocipedy, vinárna, voňavkářství, 7 zahradnictví, zámečník, zednický mistr.

Ve vsi Horní Stakory s 300 obyvateli (v roce 1932 samostatné vsi, ale která se později stala součástí) byly evidovány tyto živnosti a obchody: 2 hostince, lom, sadař, 2 obchody se smíšeným zbožím, trafika, velkostatek.

## Části města
- Horní Stakory
- Kosmonosy

## Obyvatelstvo
|            | 1991  | 1991  | 1991   | 2001  | 2001  | 2001   | 2011  | 2011 | 2011 |
| ---------- | ----- | ----- | ------ | ----- | ----- | ------ | ----- | ---- | ---- |
| celkem     | muži  | ženy  | celkem | muži  | ženy  | celkem | muži  | ženy |      |
| Počet lidí | 3 557 | 1 795 | 1 762  | 3 885 | 2 050 | 1 835  | 4 400 |      |      |

|                      | Domy celkem | Rodinné domy | Bytové domy | Ostatní budovy |
| -------------------- | ----------- | ------------ | ----------- | -------------- |
| Trvale obydlené domy | 869         | 786          | 59          | 14             |
| Trvale obydlené byty | 1 298       | 867          | 419         | 12             |

## Doprava
Silniční doprava
Městem prochází silnice II/610 Praha – Mladá Boleslav – Kosmonosy – Mnichovo Hradiště – Turnov. Okrajem města prochází silnice I/38 Nymburk – Mladá Boleslav – Doksy – Jestřebí a okolo města vede dálnice D10 Praha – Mladá Boleslav – Turnov s exitem 46.
Železniční doprava
Železniční trať ani stanice na území města nejsou. Nejblíže městu je železniční stanice Mladá Boleslav-Debř ve vzdálenosti 3 km ležící na trati 070 z Prahy do Turnova.
Autobusová doprava
Městem Kosmonosy vedlo v květnu 2011 mnoho příměstských autobusových linek z Mladé Boleslavi přes Kosmonosy do okolních obcí, do Kosmonos vede i množství linek Městské autobusové dopravy Mladá Boleslav. V městě zastavovaly autobusové linky do vzdálenějších cílů, jako Bakov nad Jizerou, Česká Lípa, Dobrovice, Doksy, Kněžmost, Lázně Kundratice, Liberec, Mladá Boleslav, Mnichovo Hradiště, Nový Bor, Praha, Sobotka

## Pamětihodnosti

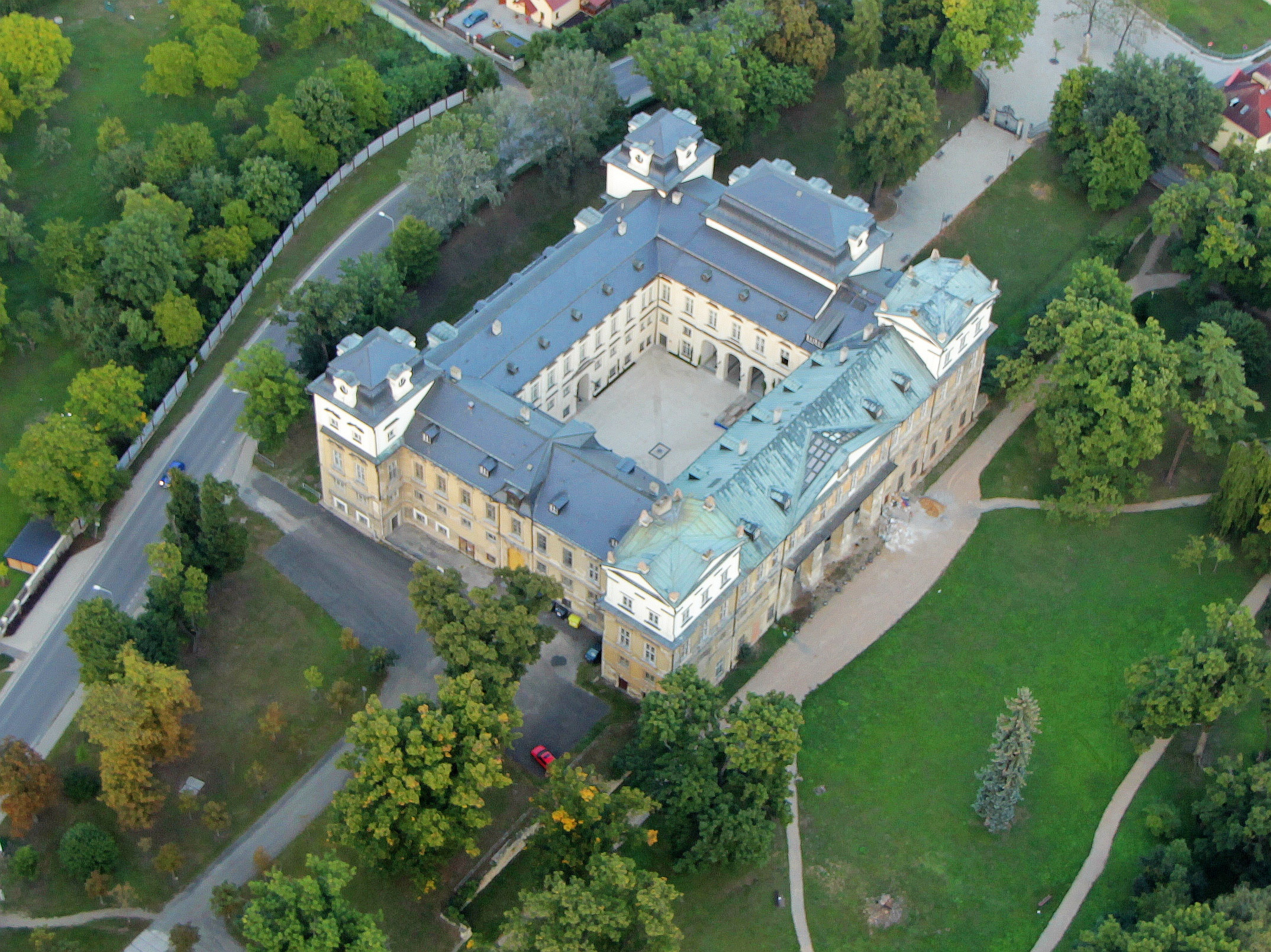
Zámek Kosmonosy

- Zámek v Kosmonosích byl založen ve druhé polovině 16. století. Dochovaná podoba je výsledkem barokní černínské přestavby z let 1689–1709 a dostavby jižního křídla v empírovém slohu v první polovině 19. století.[18] Část budovy slouží jako škola.
- Loreta a Campanilla – volná barokní kaple vzniklá podle návrhu G. B. Alliprandiho v letech 1704–1712 se sochařskou výzdobou z dílny Josefa Jelínka z Kosmonos. K Loretě patří také mimo uzavřený areál samostatná barokní zvonice z roku 1673. V roce 1831 byla Loreta poprvé opravována po zásahu bleskem. V roce 1908 byla opravena poškozená severní stěna. Nákladné opravy se Loreta dočkala od roku 1948, kdy byly opravovány trhliny v západní stěně pod ambitem. Záchranu areálu přinesla však až celková rekonstrukce v devadesátých letech 20. století.
- Kostel Povýšení sv. Kříže
- Piaristický klášter – od roku 1869 psychiatrická léčebna[19]
- Fara
- Štift
- Zájezdní hostinec
- Biotop

## Osobnosti
- Alois Bubák (22. 8. 1824 Kosmonosy – 6. 3. 1870 Praha), přední malíř-krajinář období pozdního romantismu, autor krajinářských motivů především z Mladoboleslavska, Českého ráje a Šumavy.
- Karel Domalíp (24. 6. 1846 Kosmonosy – 19. 11. 1909 Praha), profesor elektrotechniky na technice v Praze, zakladatel elektrotechnické laboratoře, propagátor bezdrátového rádiového vysílání a rentgenova přístroje, autor mnoha odborných publikací.
- Jiří Formáček (* 9. 3. 1932 Horní Stakory), virtuos na fagot, sólista České filharmonie, člen komorních souborů, profesor pražské konzervatoře.
- František Hauser (1822 Kosmonosy – 1892 Praha), učitel, hudební skladatel, dramatik, majitel soukromé školy v Praze
- Josef Jiří Jelínek (leden 1697 Kosmonosy – 23. 1. 1776 Kosmonosy), nejvýznamnější představitel rodinné sochařské a řezbářské dílny z Kosmonos, ve svém vrcholném období ve třicátých až padesátých letech 18. století tvůrce plastik ve stylu radikálního baroka, autor sochařské výzdoby v mnoha kostelích Mladoboleslavska, severovýchodních i středních Čech.
- Eduard Knobloch (* 7. 12. 1907 Horní Stakory), vědecký pracovník Výzkumného ústavu pro farmacii a biochemii, člen vědeckých sdružení a komisí, autor několika desítek článků v našich i zahraničních odborných časopisech a několika monografií, zejména z výzkumu vitamínů.
- Václav Kopecký (27. 8. 1897 Kosmonosy – 5. 8. 1961 Praha), český komunistický novinář a politik
- Karel Kruis (13. 5. 1851 Kosmonosy – 27. 12. 1917 Praha), profesor kvasné chemie a fotografie na České vysoké škole technické v Praze, spoluzakladatel chemického ústavu, reorganizátor lihovarnictví, průkopník mikrofotografie, autor mnoha vědeckých publikací.
- Ferdinand Marjánko (31. 5. 1845 Kosmonosy – 13. 5. 1903 Praha), novinář, překladatel, organizátor hospodářských výstav.
- Josef Matějů (9. 2. 1891 Kosmonosy – 9. 6. 1967 Praha), sochař, autor řady samostatných plastik i soch na veřejných budovách na Mladoboleslavsku i v jiných oblastech Čech (Matka s dítětem u Masarykova ústavu sociální péče v Mladé Boleslavi), hojně využíval také keramiky.
- Václav Nedoma (1778 Kosmonosy – 1838 Praha), český kamenosochař období klasicismu.
- Čeněk Novotný (24. 3. 1903 Mlčení u Kokořína – 4. 9. 1972 Kosmonosy), učitel měšťanských škol a později ředitel zvláštní školy v Mladé Boleslavi, autor článků s pedagogickou tematikou, ale také regionální historik a významný botanik, průkopník ochrany přírody.
- Antonín Pařík (1879–1948), rodák z Kosmonos, podnikatel, továrník a velkoobchodník s prádlem, spoluzakladatel Trioly
- Gustav Adolf Procházka (11. 3. 1872 Kosmonosy – 9. 2. 1942 Praha), původně katolický duchovní, od mládí zapojen do hnutí, usilujícího o reformu církve, po roce 1918 spoluzakladatel Církve československé husitské, od roku 1925 její biskup a od roku 1931 patriarcha, člen mezinárodních ekumenických a mírových organizací.
- Antonín Stecker (15. 1. 1855 Kosmonosy – 15. 4. 1888 Praha), zoolog, cestovatel, prozkoumal pro Evropany tehdy neznámé oblasti v Libyi a Etiopii, ze svých cest uveřejňoval příspěvky v řadě našich i německých časopisů.
- Karel Stecker (2. 2. 1861 Kosmonosy – 13. 3. 1918 Praha), profesor varhanní hry, skladby a hudebních dějin na pražské konzervatoři, autor řady příspěvků a publikací z oblasti hudební teorie a dějin hudby, skladatel církevní hudby, písní a drobných skladeb pro sólové nástroje.
- Zdeněk Ullrych (21. 3. 1901 Kosmonosy – 1955 Alexandria, Egypt), sociolog, vědecký pracovník Sociologického ústavu v Praze, od roku 1948 v emigraci v Egyptě, profesor univerzity v Alexandrii, autor řady sociologických spisů a studií.

## Partnerská města
- Seeheim-Jugenheim, Německo